# Zinaceps hozawai
Zinaceps hozawai är en mångfotingart som beskrevs av Chamberlin och Wang 1953. Zinaceps hozawai ingår i släktet Zinaceps och familjen Andrognathidae. Inga underarter finns listade i Catalogue of Life.